# Adolphe Mouilleron
Adolphe Mouilleron, né à Paris le 20 décembre 1820 où il est mort dans le 9e arrondissement le 24 février 1881, est un peintre et lithographe français.

## Biographie
Il expose une lithographie remarquée par sa puissance d'effet : La Ronde de nuit, d'après Rembrandt au Salon de Bruxelles de 1860.